# Ralph Schieke

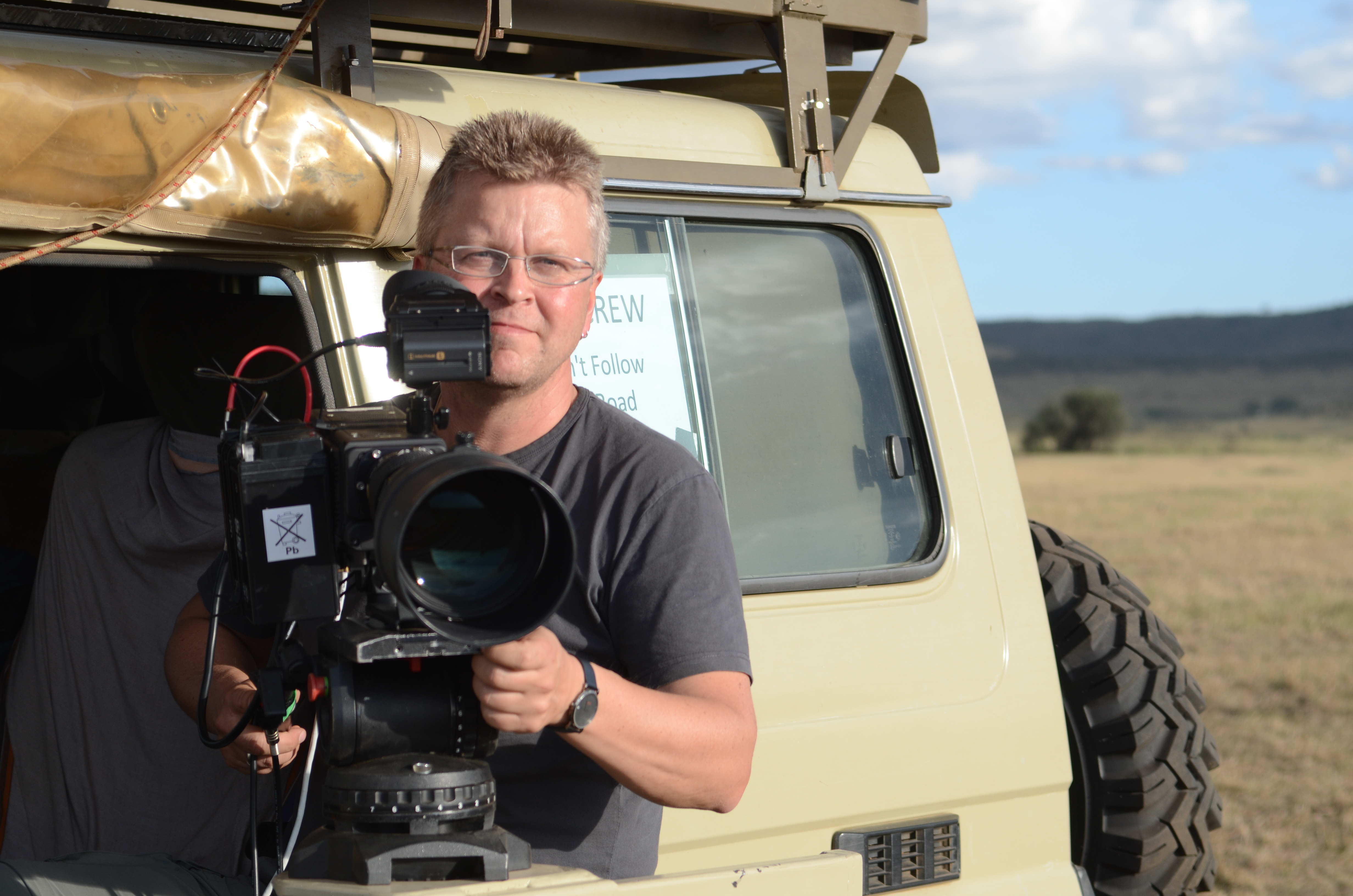
Ralph Schieke (2011)

Ralph Schieke (* 5. Dezember 1966 in Herford) ist ein deutscher Natur- und Tierfilmer. Dabei ist er Autor, Kameramann und Produzent.

## Leben
Schon als Kind war Ralph Schieke immer mit Fernglas und Fotoapparat in der heimischen Natur unterwegs. Besonders interessierte er sich für die Vogelwelt und das Verhalten der Tiere. Es folgte das Studium der Biologie an der Universität Bielefeld mit Schwerpunkt Verhaltens-Ökologie, das er als Diplom-Biologe abschloss.
Danach arbeitete er zunächst als Journalist. Nach dem Volontariat beim Westfalen-Blatt in Bielefeld war er einige Jahre als Redakteur tätig. Im Jahr 2000 ging er als freier Journalist zum WDR und machte dort erste Erfahrungen als Kameramann für kurze Reportagen. 2003 gründete er mit seiner Frau Svenja die gemeinsame Firma MacroTele-Film Schieke GbR. Von 2003 bis 2009 produzierte das Ehepaar für die Serie hallo Niedersachsen (NDR, 19.30 Uhr) jede Woche einen Vier-Minuten-Beitrag aus der heimischen Natur – vom geheimen Leben der Ameisenlöwen bis zur „Hochzeit“ der Zauneidechsen. Später kamen längere Beiträge hinzu, neben reinen Naturreportagen auch Folgen für die Reihe Expeditionen ins Tierreich. 2011 war Schieke als Kameramann für einen Naturfilm von NDR Naturfilm und National Geographic in der Masai Mara in Kenia unterwegs. Später folgte ein Einsatz in Alaska für die Naturfilm-Reihe Amerikas Naturwunder.

## Filmografie
- 2023 Expeditionen ins Tierreich: „Von der Quelle bis zur Weser – Die Geheimnisse der Hunte“ (45 Min., NDR, Doclights GmbH)
- 2023 3Sat Erlebnisreisen „Das Lipperland“ (15 Min., 3Sat)
- 2022 Imagefilm „Das Steinhuder Meer“ (15 Min., Naturpark Steinhuder Meer)
- 2022 Imagefilm Steinhagen (6 Min., Gemeinde Steinhagen)
- 2022 Abenteuer Erde: „Von den Externsteinen zum Hermannsdenkmal - Wildes Lipperland“ (45 Min., WDR)
- 2020/2021 Expeditionen ins Tierreich: „Das Steinhuder Meer – Wildnis im Norden Deutschlands“ (45 Min., NDR, Doclights GmbH)
- 2020 NaturNah: „Auf Fotopirsch“ (28.30 Min., NDR)
- 2019 Abenteuer Erde: „Wildes Mindener Land“ (45 Min., WDR)
- 2018/2019 Expeditionen ins Tierreich: „Wilde Tierwelt an der Leine – Das Hannoversche Land“ (45 Min., NDR, Doclights GmbH)
- 2018 NaturNah: „Der Eulenmann“ (28.30 Min., NDR)
- 2018 Abenteuer Erde: „In der Spur der Leoparden“ (45 Min., WDR, Kamera für Längengrad Filmproduktion Köln)
- 2018 / 2019 Expeditionen ins Tierreich: „Wilde Tiere an der Leine – das Hannoveraner Land“ (45 Min., NDR, Doclights GmbH)
- 2016 / 2017 Expeditionen ins Tierreich: „Der Teutoburger Wald“ (45 Min., NDR, Doclights GmbH)
- 2016 „Die schönsten Wälder im Norden“ (90 Minuten, NDR)
- 2016 „Die schönsten Küsten im Norden“ (90 Minuten, NDR)
- 2016 „Re-Wilding Lake Steinhude“ (50 Minuten, taglicht media Köln & BlueAnt Kanada)
- 2014 / 2015 „Die Havel“ und „Die Müritz“ (2 × 45 Min., Doclights Naturfilm, ARD, mdr, rbb, Arte)
- 2012 / 2013 „Die Elbe“ (2x 45 Min., Doclights Naturfilm, ARD, arte, mdr)
- 2011 „Geparde der Masai Mara“ (AT), Kamera (45 Min., NDR Naturfilm, NatGeo TV)
- 2011 / 2012 „Expeditionen ins Tierreich: Das Oldenburger Land“ (45 Min., NDR Naturfilm)
- 2011 „Im Einsatz für den Seeadler“ (30 Min., NDR)
- 2010 „Nerze am Steinhuder Meer“ (30 Min., NDR)
- 2010 „Der Dümmer“ (30 Min., NDR)
- 2010 „Niedersachsens seltene Tiere“ (30 Min., NDR)
- 2010 „Der erste Frühling – Tierkinder in Niedersachsen“ (30 Min., NDR)
- 2010 / 2011 „Expeditionen ins Tierreich: Das Osnabrücker Land“ (45 Min., NDR Naturfilm)
- 2009 „Ostfrieslands neues Vogelparadies“ (30 Min., NDR)
- 2009 „Wildnis Wald“ (30 Min., NDR)
- 2009 „Wildnis Garten“ (30 Min., NDR)
- 2008 / 2009 „Expeditionen ins Tierreich: Das Emsland“ (45 Min., NDR Naturfilm)
- 2008 „Wildnis Harz“ (30 Min., NDR)
- 2008 „Der Bibermann“ (30 Min., NDR)
- 2007 „Möwen, Moore und Motor“ (30 Min., NDR)
- 2007 „Rückkehr auf leisen Sohlen“ (30 Min., NDR)
- 2006 „Ein Jahr in Niedersachsens Mooren“ (30 Min., NDR)
- 2005 „Wasserparadies Harz“ (30 Min., NDR)
- 2005 "Big Brother am Banter See (45 Min., NDR)
- 2003 – 2009 Serie „Natürlich Niedersachsen“ für „hallo Niedersachsen“, NDR, wöchentlicher 4-Minuten-Beitrag

## Auszeichnungen
- 2010 Darßer Naturfilm-Festival

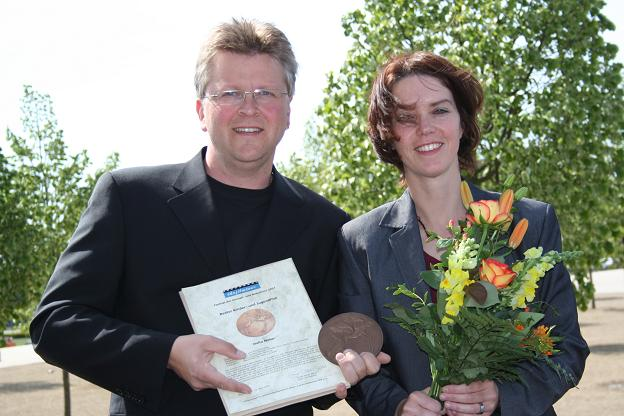
Ralph und Svenja Schieke mit einer ihrer Auszeichnungen.

  - Finalist mit „Das Emsland – Niedersachsens Wilder Westen“ (NDR, 45 Min.)
- 2010 ökofilmtour
  - Bester Kinder- und Jugendfilm für „Wildnis Garten“ (NDR, 30 Min.)
- 2009 „Greenscreen Festival“ Eckernförde
  - Finalist mit „Wildnis Wald“ (30 Min.)
- 2009 ökofilmtour
  - Nominierung für „Natürlich Niedersachsen“ (Serie) und „Naturparadies Elbe – den Bibern auf der Spur“ (30 Min.)
- 2009 Int. Film- und Videowettbewerb „Jagd und Hund“
  - 3. Preis, Profis für „Naturparadies Elbe“ und „Rückkehr auf leisen Sohlen“
- 2006 NaturVision
  - Nominierung für „Big Brother am Banter See“ (NDR, 45 Min.)
- 2007 Int. Film- und Videowettbewerb „Jagd und Hund“
  - 3. Preis, Profis für „Wasser-Paradies Harz“
- 2007 Naturale
  - Lobende Erwähnung für „halloNatur / Natürlich Niedersachsen“
- 2007 ökofilmtour
  - Bester Kinder- und Jugendfilm für „halloNatur / Natürlich Niedersachsen“
- 2004 Medienpreis des Deutschen Jagdschutz-Verbandes
  - 1. Preis, Kategorie Fernsehen für „halloNatur“